# Manuel Pereira da Cunha
Manuel Pereira da Cunha (? — ?) foi um político brasileiro.
Foi presidente da província do Maranhão, de 17 de março a 3 de maio de 1834.